# Grimhilda
Grimhilda (Grimhild, batalla enmascarada) era, en la mitología nórdica, una mujer hermosa pero maligna. 
Estaba casada con el rey Gjúki, del Rin meridional, Borgoña. Tenía tres hijos, Gunnar, Hogni y Guttorm, y una hija, Gudrun. Es la maga que entregó a Sigurd una poción mágica que le hacía olvidar que en algún momento se casó con Brunilda, de manera que él se casaría con Gudrun, su hija. 
Pero no se detuvo aquí. Quería que su hijo Gunnar se casara con Brunilda, pero ella rechazó casarse con él, y solo se casaría con el hombre que pudiera atravesar el círculo de llamas que había trazado en torno a ella. De manera que Grimhilda convence a Sigurd para que ayude a Gunnar a casarse con Brunilda. Puesto que Sigurd era el único que podía cruzar las llamas él y Gunnar intercambiaron sus cuerpos, de manera que el cuerpo de Gunnar pudiera cruzar las llamas. Brunilda entonces se casó con Gunnar, porque había hecho una promesa. Cuando Brunilda supo que Sigurd la había traicionado con otra mujer (Gudrun), sin saber que él había sido víctima de un encantamiento ideado por Grimhild, decidió vengarse. Acabó matando a Sigurd y a ella misma al final de la saga. 
Grimhilda entonces hizo que Gudrun se casara con el hermano de Brunilda, Alti. Gudrun no quería casarse con él porque sabía que él terminaría matando a sus hermanos. Esto es lo último que se sabe de Grimhilda en la Saga Volsunga; es probable que la maldición del anillo también atrajera la desgracia e incluso la muerte a la propia Grimhilda.
También recibió este nombre otra mujer hermosa pero maligna, una hechicera que se casó con el rey Áli de Alfheim (moderno Bohuslän) en la Illuga saga Gríðarfóstra. El rey Ali tenía una hija antes de casarse con Grimhilda, llamada Signy. Signy tenía una hija con un rey con el que se había casado pero que murió en batalla, de maera que ella regresó a casa con su padre, y la niña. Grimhilda envenenó al rey y luego gobernó el reino de manera tan perversa que quedó baldío. Entonces exilió a Signy y su hija Hildr, y las maldijo, de manera que Hildr se volviera una mujer troll y tuvieran que vivir en una caverna. Todos los hombres que llegaran allí se enamorarían de Hildr, ay entonces Signy tendría que matarlos, hasta que llegara un hombre sin temor. A su vez, Hildr había echado una maldición a Grimhilda, que ella permanecería en pie con un fuego entre sus piernas, quemándola desde abajo, mientras que por el extremo opuesto estaría congelándose, en el que Grimhilda caería cuando su propia maldición se rompiera. Grimhilda intentó razonar con Hildr, pues preferiría que ninguna de sus maldiciones se mantuviera, pero no consiguió nada, porque Hildr deseaba vengarse. Once años y dieciséis hombres más tarde, un joven danés IIlugi llegó y rompió la maldición de Grimhilda, haciendo que ella por fin muriera. (Esta Grimhilda fue una inspiración para la reina Grimhilde de la película de Disney Blancanieves).